# Bocsig, Arad
Bocsig este satul de reședință al comunei cu același nume din județul Arad, Crișana, România.

## Așezare
Localitatea Bocsig este situată în Depresiunea Ineu, pe râul Crișul Alb, la o distanță de 67 km față de municipiul Arad, la sud  de Canalul Morilor. 
Clima este continental-temperată, cu ușoare influențe mediteraneene.

## Istoric
Prima atestare documentară a localității Bocsig datează din anul 1553.

## Economie
Deși economia este una predominant agrară, în ultima perioadă sectorul economic secundar și terțiar au avut evoluții ascendente.

## Turism
Cele mai importante obiective ce pot fi exploatate în scop turistic sunt castelul " Karagherghevici" datat din secolul al XIX-lea, construit în stilul renașterii târzii și nu în ultimul rând, Valea Crișului Alb.
In directia Silindia se gasesc delurile cu vii, si un traseu fantastic prin padure.

## Atracții turistice
- Castelul Karagherghevici, construit în stil renascentist în anul 1860, de către fostul rege al Serbiei.